# بخش لاگو بوینس آیرس
بخش لاگو بوینس آیرس (به اسپانیایی: Departamento Lago Buenos Aires) یک منطقهٔ مسکونی در آرژانتین است که در استان سانتا کروس، آرژانتین واقع شده‌است. بخش لاگو بوینس آیرس ۲۸٬۶۰۹ کیلومتر مربع مساحت و ۶٬۲۲۳ نفر جمعیت دارد.